# Antroponímia romana
Na Roma Antiga, os nomes de homens e mulheres eram atribuídos segundo uma convenção social de nomenclatura própria dos romanos.

## Nomes masculinos
Os nomes masculinos continham, em geral, três nomes próprios, classificados como prenome (praenomen), nome gentílico (nomen gentile; designava a gens: o grupamento familiar chefiado por um pater familias) e cognome (cognomen). Por vezes, um segundo cognome (chamado agnome [agnomen]) era acrescentado. Um homem que fosse adotado também indicava a sua nova filiação no nome.
O prenome não era muito importante nos tempos romanos e era pouco usado no dia a dia. Tomando-se como exemplo o nome de Caio Júlio César (Júlio César), Caio é o prenome, o "primeiro nome". Os romanos tinham em torno de apenas 15 prenomes de uso regular, como Marco, Caio, Públio, Quinto, Cneu e Lúcio.
O nome gentílico vinha em seguida, para indicar o nome da gens a que pertencia o indivíduo (no gênero masculino, no caso dos homens). No exemplo, no nome de Júlio César, Júlio representa a gens Júlia.
O terceiro nome, chamado cognome, começou como uma alcunha (ou, em português do Brasil, um apelido) que distinguia indivíduos dentro de uma mesma gens. Durante a República e o império, o cognome era passado de pai para filho, de modo a distinguir uma família específica no seio da gens. Via de regra, o cognome era escolhido com base num traço físico ou de personalidade, às vezes por ironia: o cognome de Júlio César (César) significa "peludo", mas ele era calvo, e o de Tácito significa "silencioso" em latim, mas ele era um orador famoso.
Os romanos às vezes acrescentavam um segundo cognome, chamado agnome, para distinguir indivíduos dentro da mesma família. Alguns agnomes eram passados de pai para filho, o que estabelecia uma sub-família dentro de uma família. Em alguns casos, o agnome era conferido com o propósito de homenagear um indivíduo, como recompensa por um feito importante. Por exemplo, Cipião Africano nasceu Públio Cornélio Cipião, acrescentando-se o agnome "Africano" após sua vitória contra Aníbal.
Quando um homem era adotado por uma outra família (o que acontecia com freqüência, até mesmo na idade adulta), seu nome passava a ser o nome completo do pai, acrescentando-se um cognome para indicar a sua família original. Por exemplo, Mamerco Emílio Lépido Liviano, originalmente filho de um certo Lívio e adotado pelos Emílios Lépidos (Aemilii Lepidi).

## Nomes femininos
As mulheres recebiam o nome gentílico dos pais, no gênero feminino. Por exemplo, a filha de Caio Júlio César chamava-se Júlia. Se fosse necessário efetuar uma distinção adicional, seguia-se ao nome o genitivo do cognome do pai (Césaris, no caso da filha de César: Júlia Césaris) ou o do marido. Se houvesse duas filhas, uma chamava-se Maior (Maior), a outra Menor (Minor). Se uma família tivesse mais de duas filhas, dava-se-lhes um numeral ordinal: Cornélia Quinta (a quinta filha de Cornélio). No final da República, as mulheres já adotavam o cognome do pai no feminino: Metela Crasso, filha de Q. Cecílio Metelo e esposa de P. Licínio Crasso.